# Lamphun
Lamphun (tiếng Thái: ลำพูน, phát âm [lām.pʰūːn]) là một thị trấn thuộc miền Bắc Thái Lan, đồng thời là thủ phủ của tỉnh Lamphun. Đô thị này bao phủ toàn bộ tambon Nai Mueang của huyện Mueang Lamphun. Tính đến năm 2006, dân số thị trấn là 14.030 người. Lamphun nằm cách thủ đô Bangkok khoảng 665 km về phía bắc và cách thành phố Chiang Mai khoảng 19 km về phía nam.

## Lịch sử
Lamphun là một thành phố cổ ở miền Bắc Thái Lan, cách thành phố Chiang Mai khoảng 25 km về phía nam. Thành phố được Hoàng hậu Chama Thevi sáng lập và từng là thủ đô của vương quốc Hariphunchai – vương quốc của người Mon cuối cùng và là vương quốc cực bắc trong khu vực ngày nay là Thái Lan. Thành phố được quy hoạch theo hình dáng vỏ ốc xà cừ, với sông Khương (Khuang) ở phía đông và các con hào bao quanh các hướng còn lại.
Hoàng hậu Chama Thevi được tôn kính như người khai sinh Lamphun; tro cốt của bà được cho là an nghỉ tại đây, và một tượng đài tưởng niệm bà nằm gần khu chợ trung tâm phía tây nam thành phố – nơi người dân vẫn thường tổ chức nghi lễ tưởng niệm.
Vào thế kỷ 13, Vua Mangrai của vương quốc Lan Na nghe về sự thịnh vượng của Lamphun từ các thương nhân Mon, và dù bị can ngăn, ông vẫn quyết định chinh phục vương quốc Hariphunchai. Do thành phố được phòng thủ vững chắc, ông đã cử một thương nhân tên Ai Fa thâm nhập nội bộ triều đình và dần chiếm được lòng tin của vua Yi Ba, cuối cùng trở thành tể tướng và làm suy yếu quyền lực của nhà vua.
Năm 1281, với sự hậu thuẫn của dân chúng bất mãn, Mangrai đánh chiếm Lamphun, buộc vua Yi Ba – vị vua cuối cùng của Hariphunchai – phải chạy trốn về phía nam đến Lampang. Lamphun được sáp nhập vào vương quốc Lan Na, và Ai Fa được bổ nhiệm làm người cai trị thành phố. Vua Mangrai sau đó cho xây dựng Wiang Kum Kam để làm thủ đô mới.
Ngày nay, Lamphun được bao quanh bởi những vùng quê xanh mướt, với các cánh đồng lúa và vườn cây ăn trái, đặc biệt nổi tiếng với trái nhãn. Mỗi tháng Tám, thị trấn thường tổ chức Lễ hội Nhãn nhằm tôn vinh loại quả đặc sản này, thu hút đông đảo du khách và người dân địa phương.

## Địa lý
Thị trấn nằm trong thung lũng sông Ping, giữa dãy Thanon Thong Chai ở phía tây và dãy Khun Tan ở phía đông.

### Khí hậu
| Dữ liệu khí hậu của Lamphun (1981–2010)                                                  | Dữ liệu khí hậu của Lamphun (1981–2010) | Dữ liệu khí hậu của Lamphun (1981–2010) | Dữ liệu khí hậu của Lamphun (1981–2010) | Dữ liệu khí hậu của Lamphun (1981–2010) | Dữ liệu khí hậu của Lamphun (1981–2010) | Dữ liệu khí hậu của Lamphun (1981–2010) | Dữ liệu khí hậu của Lamphun (1981–2010) | Dữ liệu khí hậu của Lamphun (1981–2010) | Dữ liệu khí hậu của Lamphun (1981–2010) | Dữ liệu khí hậu của Lamphun (1981–2010) | Dữ liệu khí hậu của Lamphun (1981–2010) | Dữ liệu khí hậu của Lamphun (1981–2010) | Dữ liệu khí hậu của Lamphun (1981–2010) |
| Month                                                                                    | 1                                       | 2                                       | 3                                       | 4                                       | 5                                       | 6                                       | 7                                       | 8                                       | 9                                       | 10                                      | 11                                      | 12                                      | Năm                                     |
| ---------------------------------------------------------------------------------------- | --------------------------------------- | --------------------------------------- | --------------------------------------- | --------------------------------------- | --------------------------------------- | --------------------------------------- | --------------------------------------- | --------------------------------------- | --------------------------------------- | --------------------------------------- | --------------------------------------- | --------------------------------------- | --------------------------------------- |
| Cao kỉ lục °C (°F)                                                                       | 35.7 (96.3)                             | 38.5 (101.3)                            | 41.7 (107.1)                            | 42.6 (108.7)                            | 42.3 (108.1)                            | 40.8 (105.4)                            | 38.1 (100.6)                            | 37.7 (99.9)                             | 35.5 (95.9)                             | 35.8 (96.4)                             | 35.5 (95.9)                             | 34.7 (94.5)                             | 42.6 (108.7)                            |
| Trung bình cao °C (°F)                                                                   | 30.8 (87.4)                             | 33.8 (92.8)                             | 36.7 (98.1)                             | 37.9 (100.2)                            | 35.0 (95)                               | 33.3 (91.9)                             | 32.8 (91)                               | 32.4 (90.3)                             | 32.1 (89.8)                             | 31.5 (88.7)                             | 30.4 (86.7)                             | 29.2 (84.6)                             | 33.0 (91.4)                             |
| Trung bình ngày, °C (°F)                                                                 | 21.7 (71.1)                             | 24.3 (75.7)                             | 27.7 (81.9)                             | 30.1 (86.2)                             | 28.7 (83.7)                             | 28.2 (82.8)                             | 27.8 (82)                               | 27.3 (81.1)                             | 26.9 (80.4)                             | 26.1 (79)                               | 23.9 (75)                               | 21.3 (70.3)                             | 26.2 (79.2)                             |
| Trung bình thấp, °C (°F)                                                                 | 14.3 (57.7)                             | 15.7 (60.3)                             | 19.4 (66.9)                             | 23.2 (73.8)                             | 24.0 (75.2)                             | 24.3 (75.7)                             | 24.0 (75.2)                             | 23.8 (74.8)                             | 23.4 (74.1)                             | 22.3 (72.1)                             | 19.0 (66.2)                             | 15.1 (59.2)                             | 20.7 (69.3)                             |
| Thấp kỉ lục, °C (°F)                                                                     | 7.8 (46)                                | 9.2 (48.6)                              | 12.5 (54.5)                             | 17.0 (62.6)                             | 18.2 (64.8)                             | 21.1 (70)                               | 21.0 (69.8)                             | 20.8 (69.4)                             | 19.1 (66.4)                             | 13.8 (56.8)                             | 9.3 (48.7)                              | 3.5 (38.3)                              | 3.5 (38.3)                              |
| Lượng mưa, mm (inch)                                                                     | 2.8 (0.11)                              | 4.9 (0.193)                             | 13.1 (0.516)                            | 44.5 (1.752)                            | 154.8 (6.094)                           | 124.2 (4.89)                            | 117.0 (4.606)                           | 172.7 (6.799)                           | 208.2 (8.197)                           | 110.1 (4.335)                           | 44.1 (1.736)                            | 7.4 (0.291)                             | 1,003.8 (39.52)                         |
| Số ngày mưa trung bình                                                                   | 0.7                                     | 1.0                                     | 2.0                                     | 5.9                                     | 14.5                                    | 15.3                                    | 16.2                                    | 17.8                                    | 17.8                                    | 11.7                                    | 4.6                                     | 1.2                                     | 108.7                                   |
| % độ ẩm                                                                                  | 70                                      | 59                                      | 54                                      | 57                                      | 72                                      | 76                                      | 77                                      | 80                                      | 83                                      | 83                                      | 80                                      | 75                                      | 72                                      |
| Số giờ nắng trung bình hàng tháng                                                        | 272.8                                   | 274.0                                   | 294.5                                   | 279.0                                   | 198.4                                   | 117.0                                   | 120.9                                   | 117.8                                   | 144.0                                   | 182.9                                   | 216.0                                   | 254.2                                   | 2,471.5                                 |
| Số giờ nắng trung bình hàng ngày                                                         | 8.8                                     | 9.7                                     | 9.5                                     | 9.3                                     | 6.4                                     | 3.9                                     | 3.9                                     | 3.8                                     | 4.8                                     | 5.9                                     | 7.2                                     | 8.2                                     | 6.8                                     |
| Nguồn #1: Cục Khí tượng Thái Lan                                                         |                                         |                                         |                                         |                                         |                                         |                                         |                                         |                                         |                                         |                                         |                                         |                                         |                                         |
| Nguồn #2: Văn phòng Quản lý Nước và Thủy văn, Cục Thủy lợi Hoàng gia (mặt trời và độ ẩm) |                                         |                                         |                                         |                                         |                                         |                                         |                                         |                                         |                                         |                                         |                                         |                                         |                                         |